# 拉希德·苏尼亚耶夫
拉希德·阿利耶维奇·苏尼亚耶夫（俄语：Рашид Алиевич Сюняев，1943年3月1日—），俄国天体物理学家，韃靼人，吸积盘理论的开拓者，并在1972年和雅可夫·泽尔多维奇一起提出了苏尼亚耶夫-泽尔多维奇效应。
苏尼亚耶夫1943年出生于塔什干（今乌兹别克斯坦首都），曾就读于莫斯科物理技术学院以及莫斯科大学。